# Heinrich Franzmeyer

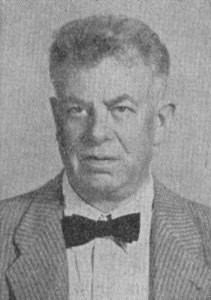
Portraitfoto von Heinrich Franzmeyer. Veröffentlicht in gedruckter Form in: Der Lebensretter; Zeitschrift für Rettungsschwimmen, amtliches Organ der Deutschen Lebens-Rettungs-Gesellschaft, Heft 2/1960, S. 46

Heinrich Franzmeyer (* 1. Mai 1881 in Neuenrade, Sauerland; † 20. Dezember 1959 in Berlin) war ein deutscher Pädagoge, Arzt, Amtsarzt und Verbandsfunktionär der Deutschen Lebens-Rettungs-Gesellschaft (DLRG). Franzmeyer war an Medizinverbrechen in der Zeit des Nationalsozialismus beteiligt.

## Leben und Wirken
Heinrich Franzmeyer wurde in einem westfälischen Lehrerhaushalt in Neuenrade geboren, besuchte vor Ort das Gymnasium bis zur Mittleren Reife und begann dann eine Kaufmannslehre. Danach absolvierte er mit Erfolg das Lehrerseminar in Stade. Es folgte eine Tätigkeit als Volksschullehrer in Wesermünde. 1906 berief ihn die Stadt Berlin in ihren Gemeindeschuldienst. Franzmeyer war von 1927 bis März 1933 Mitglied der Sozialdemokratischen Partei Deutschlands (SPD). 
„Von jeher für Naturwissenschaften interessiert und angeregt durch seine Schwester, die Ärztin geworden war, reifte in dem jungen Gemeindeschullehrer der Plan, das Abitur […] nachzuholen und auch Medizin zu studieren. Im Realgymnasium in Berlin bestand er 1919 die Reifeprüfung und widmete sich bis 1922 an der Universität Berlin dem medizinischen und an der [Preußischen] Hochschule für Leibesübungen in Spandau fünf Semester dem sportlichen Studium. Nach bestandenem medizinischem Staatsexamen promovierte er 1923 an der Universität Berlin […]. Da Franzmeyer auf Grund seiner pädagogischen, sportlichen und medizinischen Vorbildung für die Schularztlaufbahn der gegebene Mann war, berief ihn die Stadt Berlin als Stadtschularzt in den Bezirk Kreuzberg. Hier wurde er 1927 Stadtoberschularzt. Heute wirkt er als Obermedizinalrat im Bezirk Spandau.“ Die Tätigkeit als Stadtarzt (Amtsarzt) in Spandau soll 1929 begonnen haben.
Franzmeyer leitete die medizinische Bäderabteilung des Stadtbades Kreuzberg und richtete die erste sportärztliche Beratungsstelle der Stadt Berlin ein. „Er propagierte die gesundheitsfördernde Wirkung des Sports und verfasste medizinische Artikel für die Berliner Morgenpost. Bei mehreren olympischen Spielen betreute er die deutschen Schwimmer.“

### Tätigkeit in der Deutschen Lebens-Rettungs-Gesellschaft (DLRG)
Die Beziehungen Franzmeyers zur DLRG reichen bis in das Jahr 1924 zurück. 
„Schon vorher war er dem ‚Verein für Leibesübungen der Berliner Lehrerschaft‘ näher getreten. Von hier aus kam er zur DLRG, die ihn zunächst zum ärztlichen Beirat der Ortsgruppe Berlin und des Landesverbandes Berlin-Brandenburg wählte. Als Wolfgang Kohlrausch, der das Amt als ärztlicher Beirat in der DLRG-Führung bekleidete, nach Freiburg übersiedelte, berief der DLRG-Führer Georg Hax ihn in das von Kohlrausch bis dahin verwaltete Amt.“
Angaben zur DLRG in der Zeit des Nationalsozialismus gibt es kaum. Im hiesigen Eintrag Deutsche Lebens-Rettungs-Gesellschaft finden sich dazu fünf Sätze. Daraus ist aber nicht ersichtlich, wie der Vorstand bzw. „Führerbeirat“ der DLRG damals zusammengesetzt war. Allerdings werden dort (Graphik) offenbar die DLRG-Präsidenten benannt, darunter Georg Hax (1925 – 1942) und Franz Breithaupt (1942 – 1945). Breithaupt war einer der ersten höheren Führer der SS (Schutzstaffel). Der weitere DLRG-Präsident Hans Geisow, ein überzeugter Nationalsozialist, ist dort nicht verlinkt. In den wenigen gedruckten Darstellungen zur DLRG aus den Jahren 1963, 1996 und 2013 finden sich ebenfalls nur spärliche, unkritische Angaben zu den Jahren 1933 – 1945.
Die DLRG verfügt über ein eigenes Archiv, dessen Datenbank allgemein zugänglich ist. Daraus lässt sich ersehen, dass Heinrich Franzmeyer seit spätestens Mai 1935 dem „Führerbeirat“ der DLRG angehörte. Im Mai 1943 nahm er an der „kriegswichtigen Führerschulung“ der DLRG in Stuttgart teil. Im April 1944 wurde Franzmeyer zum 1. Lehrgang der „DLRG-Führerschule“ in die SS-Reichsschule nach Prag einberufen und nahm daran teil.

### Beteiligung an NS-Medizinverbrechen
SS-Oberführer Franz Breithaupt, stellvertretender Führer der Deutschen Lebens-Rettungs-Gesellschaft (DLRG), gab am 16. Juni 1937 gegenüber dem Polizeipräsidenten in Berlin die folgenden Mitgliedschaften und Ämter für Magistrats-Obermedizinalrat Heinrich Franzmeyer an:
- Nationalsozialistische Volkswohlfahrt (NSV)
- Bund Deutscher Ärzte
- Reichsbund der deutschen Beamten
- Nationalsozialistische Opfergemeinschaft (NSOG)
- Reichsluftschutzbund
- Reichskulturkammer (Mitglied seit deren Gründung am 22. September 1933)
- Leitender Luftschutzarzt im Abschnitt Spandau seit 1934
- Zulassung zur Tätigkeit im Amt für Volksgesundheit der NSDAP (1935)[11]
- 2. Kammer des Erbgesundheitsgerichts Berlin seit Anfang 1936

Erbgesundheitsgerichte (ugs. „Sterilisierungsgerichte“) wurden am 1. Januar 1934 im Deutschen Reich eingeführt. Grundlage war das Gesetz zur Verhütung erbkranken Nachwuchses vom 14. Juli 1933 (RGBl. I S. 529). In einem äußerlich rechtsförmigen Verfahren entschieden diese Sondergerichte über Anträge zur Zwangssterilisation von Menschen mit geistiger, psychischer oder körperlicher Behinderung, darunter viele Patientinnen und Patienten psychiatrischer Heil- und Pflegeanstalten und Alkoholkranke.

Im Zeitraum 1942 – 1944 wirkte Franzmeyer in zwei Fällen an entsprechenden Verfahren mit. Beide Eingriffe wurden in der Universitäts-Frauenklinik der Charité vorgenommen. 
„Ein […] kleiner Teil der an den Sterilisationsverfahren beteiligen Ärzte vollzog den Schritt von der Verhütung zur Vernichtung „unwerten Lebens“ und beteiligte sich an der „Euthanasie“. Zu nennen sind hier Max de Crinis, Carl-Heinz Rodenberg, Wilhelm Bender und Ernst Hefter. Das politische Spektrum der ärztlichen Beisitzer am Berliner Erbgesundheitsgericht beschränkte sich jedoch keineswegs auf aktive Nationalsozialisten. Davon zeugte die Teilnahme der früheren Sozialdemokraten Heinrich Franzmeyer und des Widerstandskämpfers John Rittmeister.“
Die Angabe, Franzmeyer sei kein aktiver Nationalsozialist gewesen, trifft nicht zu. Er war Mitglied etlicher NS-Organisationen (s. oben). Überdies weist Susanne Doetz selbst darauf hin, dass zum Berliner Bezirk Spandau einer der reichsweiten Spitzenwerte bei der „erbbiologischen Erfassung“ der Bevölkerung vorliege:
„Hier bestand die Erbkartei im September 1940 aus 40.000 Karten. Bei einer Einwohnerzahl von 170.384 bedeutete dies, dass zu jenem Zeitpunkt 23,5 Prozent – fast ein Viertel der Wohnbevölkerung – erbbiologisch erfasst worden war. Herwig Czech errechnete als grobe Annäherung eine durchschnittliche Erfassungsdichte von rund 12 Prozent für das Deutsche Reich. Spandau hätte damit deutlich über dem Reichsdurchschnitt gelegen.“
Diese „erbbiologische Erfassung“ zielte – wie auch andere Maßnahmen des NS-Regimes – auf die Realisierung der Vision von einem „gesunden Volkskörper“ ab, für den vor allem die körperliche Verfassung der Bevölkerung relevant sein sollte.
Das herausragende Ergebnis für den Berliner Bezirk Spandau wäre ohne intensive und kontinuierliche Mitarbeit des dortigen Gesundheitsamts, das von Amtsarzt Heinrich Franzmeyer geleitet wurde, nicht zu erzielen gewesen. Zwar war den Gesundheitsämtern „eine enge Zusammenarbeit mit den gesundheitlichen Einrichtungen der NSDAP, insbesondere den Ämtern für Volksgesundheit, aufgetragen“, doch kam es – wie der Fall Spandau deutlich zeigt – sehr darauf an, wie konsequent bzw. intensiv diese Weisung jeweils umgesetzt wurde. Auch unter diesem Aspekt ist Franzmeyer zweifelsfrei als aktiver Nationalsozialist anzusehen. Unterstrichen wird dies noch dadurch, dass er seit 1935 zur Tätigkeit im Amt für Volksgesundheit der NSDAP zugelassen war (s. oben). Der „Makel“ der früheren Zugehörigkeit zur SPD, den Susanne Doetz so ausdrücklich herausstellt, war Franzmeyer also spätestens jetzt (1935) vergeben.
Kommunale Gesundheitsämter hatten in der Zeit des Nationalsozialismus nicht allein an Verfahren zur Feststellung geistiger, psychischer oder körperlicher Behinderungen mitzuwirken bzw. diese zu initiieren. Darüber hinaus wurden sie auch in den folgenden Fällen (Auswahl) tätig, wobei auch hier wiederum die Motivation in der NS-Gesundheitspolitik – konkret in der Vision von einem „gesunden Volkskörper“ – lag:
- Bearbeitung von Anträgen auf Unfruchtbarmachung
- Bearbeitung von Anträgen auf Ehestandsdarlehen
- Bearbeitung von Anträgen auf Genehmigung der Eheschließung (Kurzverfahren zur Erteilung eines Ehetauglichkeitszeugnisses)
- Bearbeitung von Anträgen auf Unterstützung für kinderreiche Familien
- Bearbeitung von Anträgen auf Ausbildungsbeihilfen
- Amtsärztliche Untersuchungen nach Meldung von Geschlechtskrankheiten
- Amtsärztliche Überwachung ehemaliger Geschlechtskranker
- „Meldung des Krüppels“ (Formblatt)
- Bearbeitung von Anträgen auf Anordnung der vorläufigen Fürsorgeerziehung bzw. Einweisung in ein Arbeitslager[16]

In etlichen dieser Verfahren musste ein sog. Sippenfragebogen vorgelegt werden. Oft wurden neben der betroffenen Person auch nächste Angehörige (Eltern bzw. Verwandte 1. Grades) mit untersucht. Solche und ähnliche Verfahren zur Verhinderung „erbkranken Nachwuchses“ dürften also auch den Arbeitsalltag des Spandauer Amtsarztes Franzmeyer wesentlich bestimmt haben. Ohne die Mitwirkung der Gesundheitsämter wäre es auch nicht möglich gewesen, die späteren Opfer der Krankenmorde in der Zeit des Nationalsozialismus zu erfassen.
Für die frühe Phase dieser Tötungen (1940 – 1941) wurde nach 1945 die Bezeichnung „Aktion T4“ gebräuchlich. Diesem systematischen staatlichen Massenmord an Menschen mit körperlicher, geistiger oder psychischer Behinderung unter Leitung der Zentraldienststelle T4 fielen in Deutschland und Österreich mehr als 70.000 Menschen zum Opfer. Die Tötungen erfolgten zum weit überwiegenden Teil in den Gaskammern der Mordanstalten Grafeneck, Brandenburg an der Havel, Hartheim (Oberösterreich), Sonnenstein, Bernburg an der Saale und Hadamar. Öffentliche Kritik an den Krankenmorden, insbesondere durch den katholischen Bischof von Münster (Westfalen), Clemens August Graf von Galen, führte im August 1941 zur Beendigung der „Aktion T4“.
Ab 1942 wurde das Morden dezentral in Heil- und Pflegeanstalten und Pflegeanstalten im gesamten Reichsgebiet fortgesetzt („Aktion Brandt“). Getötet wurde von Ärzten und Pflegepersonal durch Luft- oder Benzininjektionen, durch überdosierte Medikamente, durch gezielte Herbeiführung von Unterernährung oder Unterkühlung oder durch allgemeine Vernachlässigung von Insassen. Die Opferzahl dieser Phase liegt deutlich über jener der „Aktion T4“. Die bis 1945 begangenen Krankenmorde kosteten über 200.00 Menschen das Leben.
Eine Untersuchung darüber, in welchem Umfang die 20 Berliner Amtsärzte und Leiter der bezirklichen Gesundheitsämter (darunter Franzmeyer) Schreibtischtäter bei den Krankenmorden in der Zeit des Nationalsozialismus waren, steht noch aus. Sie ist aber unbedingt erforderlich, weil etliche der Einweisungen in Heil- und Pflegeanstalten bzw. Pflegeanstalten von diesem Personenkreis vorgenommen wurden.
Das Bundesarchiv verwahrt im Bestand R 179 „Kanzlei des Führers, Hauptamt IIb“ rd. 30.000 Patientenakten zu Opfern der „Aktion T4“. 1.029 dieser Akten betreffen Patientinnen / Patienten der vier Berliner Anstalten Wittenauer Heilstätten, Buch, Herzberge und Wuhlgarten. Sie verteilen sich wie folgt:
| Anstalt                | Anzahl Akten |
| ---------------------- | ------------ |
| Wittenauer Heilstätten | 140          |
| Krankenhaus Buch       | 323          |
| Krankenhaus Herzberge  | 281          |
| Anstalt Wuhlgarten     | 284          |
| Summe                  | 1029         |

Weiter liegen in diesem Bestand 21 Akten zu Patientinnen der Brandenburgischen Landesfrauenklinik (ansässig in Berlin-Neukölln) vor. Auch sie wurden ermordet, wobei man sie zuvor aus der Heil- und Pflegeanstalt Teupitz (Kreis Teltow) nach Neukölln verlegte, von wo sie am 13. Juni 1940 zur Tötung abtransportiert wurden.
Susanne Doetz hat diese zur „Aktion T4“ (1940 – 1941) aussagefähigen Akten aufgrund des zeitlichen Zuschnittes ihrer Untersuchung (1942 – 1944) nicht herangezogen. Sie gibt allerdings an, dass Anträge auf Unfruchtbarmachung „auch aus den Brandenburgischen Landesanstalten in Teupitz, Eberswalde, Sorau, Lübben, Landsberg, Potsdam und Neuruppin sowie aus privaten Heil- und Pflegeanstalten“ ergangen seien. Dies begann aber keineswegs erst 1942.
Im Bestand R 179 „Kanzlei des Führers, Hauptamt IIb“ des Bundesarchivs sind weiter 4.236 Patientenakten von Opfern der „Aktion T4“ überliefert, die Insassen der folgenden sieben Anstalten (alle ansässig in der ehem. Provinz Brandenburg) waren:
| Anstalt                | Anzahl Akten |
| ---------------------- | ------------ |
| Teupitz (Kreis Teltow) | 929          |
| Eberswalde (Barnim)    | 540          |
| Sorau (Lausitz)        | 556          |
| Lübben (Spreewald)     | 365          |
| Landsberg (Warthe)     | 450          |
| Neuruppin (Prignitz)   | 1128         |
| Wittstock (Prignitz)   | 268          |
| Summe                  | 4236         |

Abzuziehen sind hier die o. g. 21 Frauen aus der Brandenburgischen Landesfrauenklinik in Berlin-Neukölln, da sie in der Liste unter „Teupitz“ aufgeführt sind, so dass es für die ehem. Provinz Brandenburg um 4.215 Akten geht.
Auf Berlin (1.029 Akten) und die ehem. Provinz Brandenburg (bereinigt 4.215 Akten) entfallen zusammen also 5.244 Patientenakten aus der „Aktion T4“.
Diese Patientenakten sind für Zwangssterilisationen (auch solche vor 1940) relevant. Dabei lässt bereits die für die Anstalt Teupitz bekannte Zahl der Eingriffe (1.439) erahnen, dass die Gesamtzahl der Opfer sehr hoch gewesen sein muss.
Die im Bundesarchiv zur „Aktion T4“ verwahrten Akten dürften auch initiale Maßnahmen der Berliner Amtsärzte (darunter Franzmeyer) enthalten, die für Betroffene in etlichen Fällen in einer Gasmordanstalt endeten.
Um das Gesamtausmaß der Mitwirkung des Schreibtischtäters Heinrich Franzmeyer bei den NS-Medizinverbrechen zu ermitteln, sind für die Jahre 1942 – 1945 ergänzend geeignete Unterlagen zu ermitteln und auszuwerten. Sie sind für Berlin im Landesarchiv Berlin und für Brandenburg im Brandenburgischen Landeshauptarchiv (Potsdam) zu vermuten. Weiter kommen Bestände von Stadt- und Kreisarchiven in Frage.

## Ehrungen
- Ehrenmitglied der Deutschen Lebens-Rettungs-Gesellschaft (DLRG)[25] Aberkennung am 15. Dezember 2023.[26]
- Ehrenvorsitzender des DLRG-Landesverbands Berlin[27] Aberkennung am 13.09.2024.[28]

## Schriften (Auswahl)
- Die Leibmassage im Stehen; Berlin, med. Diss. v. 11. September 1923 (1928)
- Der Wandertag im Dienste der Gesundheit und des Unterrichts; mit Beiträgen von Otto Peltzer und Heinrich Franzmeyer (Leipzig: A. Hoffmann, 1927)
- Gemeinsam mit Georg Wolff und Alfred Tschentscher: Elternbuch (Berlin: Weltgeist-Bücher-Verlags-Gesellschaft, 1930)
- Kampf gegen den nassen Tod in: Sportmedizin und Olympische Spiele 1936; Festschrift der Sportärzteschaft zu den 11. Olympischen Spielen Berlin und Kiel, 1. – 16. August 1936 (Sonderausgabe der Deutschen medizinischen Wochenschrift; 2); Leipzig: G. Thieme, 1936
- Zur Frage der Wiederbelebung in: Deutsches Rettungswesen; Zeitschrift des Deutschen Zentralverbandes für Rettungswesen e. V., Mitteilungsblatt des Reichsbundes der Inhaber der Rettungsmedaille e. V. Nr. 73 (Februar 1942)